# Lopočolike
Lopočolike (lat. Nymphaeales), biljni red u razredu dvosupnica koji svoje ime nosi po rodu vodenih trajnica, lopoča (Nymphaea). Sastoji se od tri porodice s oko 100 vrsta, to su Cabombaceae s dva roda, kabomba (Cabomba) i brazenija (Brasenia); Hydatellaceae, s rodom Trithuria; i lopočevke  (Nymphaeaceae) s rodovima Barclaya, eurijale (Euryale), lokvanj (Nuphar), lopoč (Nymphaea) i viktorija (Victoria).
Jedini je u nadredu Nymphaeanae

## Opis
Nymphaeales, red lopoča cvjetnica, koji sadrži 3 porodice, 6 rodova i 74 vrste. Pripadnici reda nalaze se u mirnim slatkovodnim staništima u većem dijelu svijeta. Estetska privlačnost lopoča, posebno onih iz roda Nymphaea, dovela je do njihovog uzgoja širom svijeta.
Nymphaeaceae (uključujući bivšu porodicu Barclayaceae), porodica lopoča, ima 3 roda i 58 vrsta. Cabombaceae, ili “vodeni štitovi”, blisko je povezana porodica s 2 roda, Cabomba i Brasenia. Posljednja porodica, Hydatellaceae, sadrži 1 rod (Hydatella) i 12 vrsta.
Sve biljke iz reda Nymphaeales su vodene. Pričvršćeni su za dno ribnjaka ili potoka, ali varira hoće li im listovi i cvjetovi biti potopljeni, plutaju ili stoje iznad vode. Njihova veličina varira od male, krhke Cabombe, koja ima plutajuće listove promjera manje od 0,3 cm (1 inča), do Nymphaea, koja proizvodi listove široke 50 cm (oko 18 inča) koji mogu prekriti područje od 2,5 metara (8 stopa) u promjeru u jednom ljetu. Najveći lopoč ima impresivne kružne lebdeće listove koji dosežu 2 metra (6,5 stopa) u promjeru i cvjetove 40 cm (oko 15 inča) u promjeru.
Mnogi pripadnici reda prikladni su za bazene, vodene vrtove i akvarije, gdje su cijenjeni zbog svog atraktivnog lišća i upadljivog cvijeća. Potopljeno lišće, škrobna, horizontalna puzajuća rizoma i sjemenke veće vrste bogate bjelančevinama ljudi su kroz povijest koristili kao hranu. Peteljke (peteljke listova) služe kao zaklon ribama i uporište za njihovu mrijest. Izniklo lišće pruža zaklon vodenim pticama, a sjemenke mnogih vrsta hrana su ribama i pticama. Budući da brzo rastu i mogu začepiti jezera, nekoliko članova vrste Nymphaeales predstavljaju ključnu vezu u sukcesiji biljaka – od ribnjaka preko močvara do vlažnih prerija.

## Porodice i rodovi
Ordo Nymphaeales
- Familia Hydatellaceae U. Hamann (14 spp.)
  - Trithuria Hook. f. (14 spp.)
- Familia Cabombaceae Rich. ex A. Rich. (6 spp.)
  - Subfamilia Hydropeltoideae (DC.) Eaton
    - Brasenia Schreb. (1 sp.)

  - Subfamiia Cabomboideae Burnett
    - Cabomba Aubl. (5 spp.)
- Familia Nymphaeaceae Salisb. (85 spp.)
  - Subfamiia Nupharoideae M. Ito
    - Nuphar Sm. (11 spp.)

  - Subfamiia Nymphaeoideae Arn.
    - Tribus Nymphaeeae DC.
      - Nymphaea L. (63 spp.)
      - Barclaya Wall. (7 spp.)

    - Tribus Euryaleae Endl.
      - Euryale Salisb. (1 sp.)
      - Victoria Lindl. (3 spp.)